# 케르키라 해협

케르키라 해협

키르케라 해협(그리스어: Πορθμός της Κέρκυρας) 또는 코르푸 해협(영어: Straits of Corfu)은 알바니아와 그리스의 케르키라섬 사이의 해협이다.